# DSV (przedsiębiorstwo)

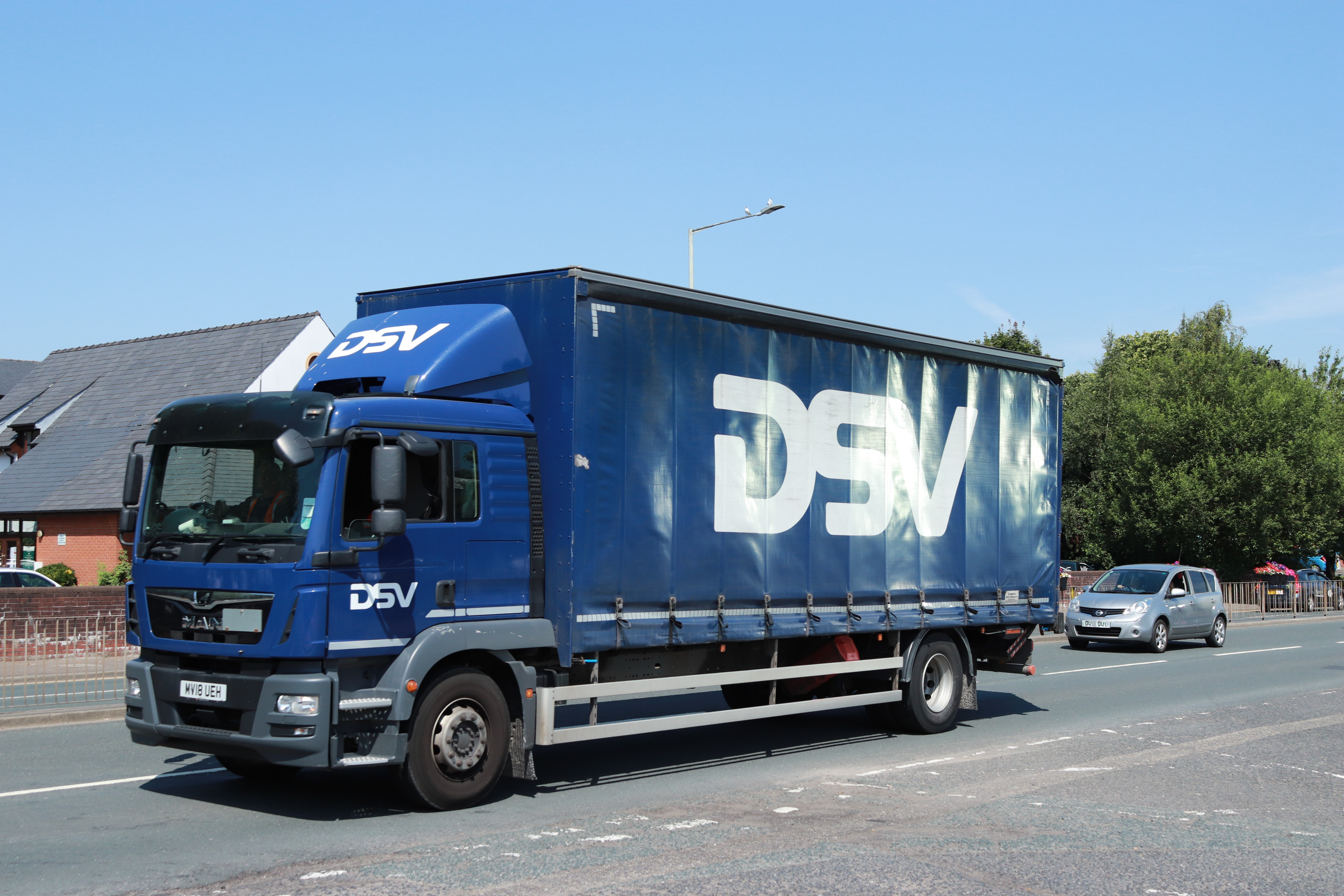
Ciężarówka DSV w Chorley (Wielka Brytania)

DSV A/S – duńskie przedsiębiorstwo logistyczne.

## Charakterystyka
Przedsiębiorstwo powstało w 1976 roku przez połączenie dziewięciu niezależnych duńskich przewoźników. „DSV” jest akronimem dwóch duńskich słów poprzedzonych przedimkiem: „de sammensluttede vognmænd” – co oznacza: „połączeni przewoźnicy”. Drugi człon nazwy „Panalpina” dodawany jest od 2019 roku po połączeniu duńskiego DSV z dużą szwajcarską firmą transportu lotniczego o tej nazwie. A/S natomiast to duński skrót spółki giełdowej. Obecnie DSV składa się z trzech oddziałów: – DSV Road; – DSV Air & Sea; – DSV Solutions. Główne obszary działalności DSV to: – transport samochodowy w Europie, w Ameryce Północnej i w Afryce Południowej; – spedycja lotnicza; – spedycja morska; – obsługa zewnętrznych centrów logistycznych. DSV prowadzi działalność w zakresie logistyki kontraktowej – w ramach strategii finansowej opartej na niewielkich aktywach, mającej na celu utrzymanie stałych kosztów na minimalnym poziomie, a zarazem możliwości szybkiego reagowania na wahania rynkowe. Firma nie posiada żadnych statków ani samolotów, a jedynie stosunkowo niewielką liczbę ciężarówek i naczep. Spółka jest notowana na Giełdzie Papierów Wartościowych w Kopenhadze i zaliczana do indeksu OMXC20. Główna siedziba DSV mieści się w Hedehusene – jedenastotysięcznym miasteczku 30 km od Kopenhagi. Od 2008 roku dyrektorem generalnym DSV jest Jens Bjørn.
DSV posiada biura w 90 krajach i zatrudnia około 56 tysięcy osób. Pod koniec XX wieku firma zaistniała na rynku międzynarodowym po serii przejęć konkurentów. Najważniejsze z nich to: przejecie Samson Transport (1997), Svex Group AB (1999), DFDS Dan Transport Group (2000), J.H. Bachmann (2004), Frans Maas (2006), ABX Logistics (2008) oraz UTi Worldwide Inc. (2016). W kwietniu 2019 roku DSV podpisało umowę przejęcia szwajcarskiego holdingu Panalpina Welttransport AG. W kwietniu 2021 roku sfinalizowano kupno przez DSV działu logistycznego międzynarodowej firmy transportowej Agility z siedzibą w Kuwejcie. W tym samym roku media donosiły o rozmowach prowadzonych z Deutsche Bahn o możliwości przejęcia DB Schenker przez DSV.

## W Polsce
Firma obecna jest w Polsce od 1995 roku. Przez 12 lat działała pod nazwą przejętego w 2000 roku – DFDS Transport. W latach 2006–2008 DSV przejął polskie oddziały holenderskiego Frans Maas i belgijskiego ABX Logistics, a w 2016 aktywa UTi Worldwide w Polsce. W 2020 roku nastąpiła integracja ze spółką Panalpina Polska w wyniku przejęcia całej firmy przez DSV na świecie. W 2018 roku rozpoczęła się budowa biurowca DSV na Służewcu w Warszawie (przy skrzyżowaniu ulic Marynarskiej i Taśmowej). W czerwcu 2020 roku gotowy gmach sprzedano, równocześnie podpisując umowę z nowym właścicielem (francuską firmą inwestycyjną Corum Asset Management), na dziesięcioletni najem biur pod międzynarodowe centrum usług wspólnych DSV.